# بورانگولوو
بورانگولوو (به لاتین: Burangulovo) یک منطقهٔ مسکونی در روسیه است که در باشقیرستان واقع شده‌است.